# Louis-Philippe de Saint-Albin
 (février 2012).
Si vous disposez d'ouvrages ou d'articles de référence ou si vous connaissez des sites web de qualité traitant du thème abordé ici, merci de compléter l'article en donnant les références utiles à sa vérifiabilité et en les liant à la section « Notes et références ».
Pour les articles homonymes, voir Saint-Albin.
Louis-Philippe de Saint-Albin, né le 7 juillet 1761 et mort le 13 juin 1829, est un comte et abbé français.

## Biographie
Fils naturel de Louis Philippe, duc d'Orléans et de Étiennette Marie Périne Le Marquis, dite Madame de Villemomble, il est le frère jumeau de Marie d'Auvilliers, comtesse de Brossard. Il est nommé vicaire général du diocèse de Paris.
Louis-Philippe de Saint-Albin a été baptisé le 9 juillet 1761 en l'église paroissiale Saint-Maurice de Charenton. À la demande de sa mère, Étiennette Le Marquis, l'acte a été réformé postérieurement afin qu'il porte le nom de Louis-Philippe de Saint-Albin au lieu de Louis-Marie de Saint-Aubin. Le père, Louis-Philippe d'Orléans, étant absent lors du baptême, ce dernier n'avait pas encore reconnu son fils naturel. Après avoir été au séminaire Saint-Magloire, comme son frère ainé, Louis-Étienne de Saint-Farre, l'abbé de Saint-Albin, abbé de Cour, sera un bon vivant, goûtera aux fastes de Versailles et mènera grand train en ville.
L'abbé de Saint-Albin, comme son frère, ne s'est pas marié. Pendant la Révolution française, il a pris le chemin de Londres, puis de l’Allemagne.
Il est propriétaire du château du Buisson de May à Saint-Aquilin-de-Pacy, « hameau délicieux, aussi poétique que son nom, et dont il avait fait pour son usage particulier, une seconde abbaye de Thélème ». Il demeure également dans son hôtel parisien, no 9, rue d'Aguesseau où, en 1805, il hébergera une des petites filles de sa sœur, la comtesse de Brossard, Louise Emma Pauline Lambert, dont il sera le tuteur ad hoc.
À l'instar de son frère, il va continuer à vivre dans le faste des « années princières », entouré d'une myriade de domestiques. Cependant il devra vendre  le château du Buisson-de-Mai en 1826 et se séparer de meubles de grande valeur pour payer ses créanciers toujours plus nombreux. À la fin de sa vie, il ne cessera d'implorer le duc d'Orléans, futur Louis-Philippe Ier, roi des Français, afin de conserver sa pension et de payer ses créanciers.
Avec son frère, il sera légitimé officiellement par Louis XVIII, en 1815. Les deux abbés furent autorisés à prendre le titre de comte et les armes de la maison d'Orléans.
Il est élu maire de Saint-Aquilin-de-Pacy, puis de Pacy-sur-Eure, et fait construire la caserne des pompiers de cette commune.
Louis-Philippe de Saint-Albin est mort, « accablé de douleurs de rhumatisme et de goutte » à Paris. « Il vécut très galamment dans la double acception du mot », écrira à son sujet Guillaume Combrouse.
Il est enterré avec son frère l'abbé de Saint-Farre, au cimetière du Père-Lachaise à Paris.

## Sources
- Guy Martignon, Le Grand Livre de Villemomble, Éditions Les Amis du Château de Villemomble.
- Guy Martignon, « Marquise », Dame de Villemomble, Éditions Les Amis du Château de Villemomble.
- AN - Fonds de la Maison de France - cotes 300 AP (1)48 et 950.
- Correspondance inédite de Collé.
- Archives de l'ancienne paroisse de Charenton.